# Fotovoltaica integrada en edificios

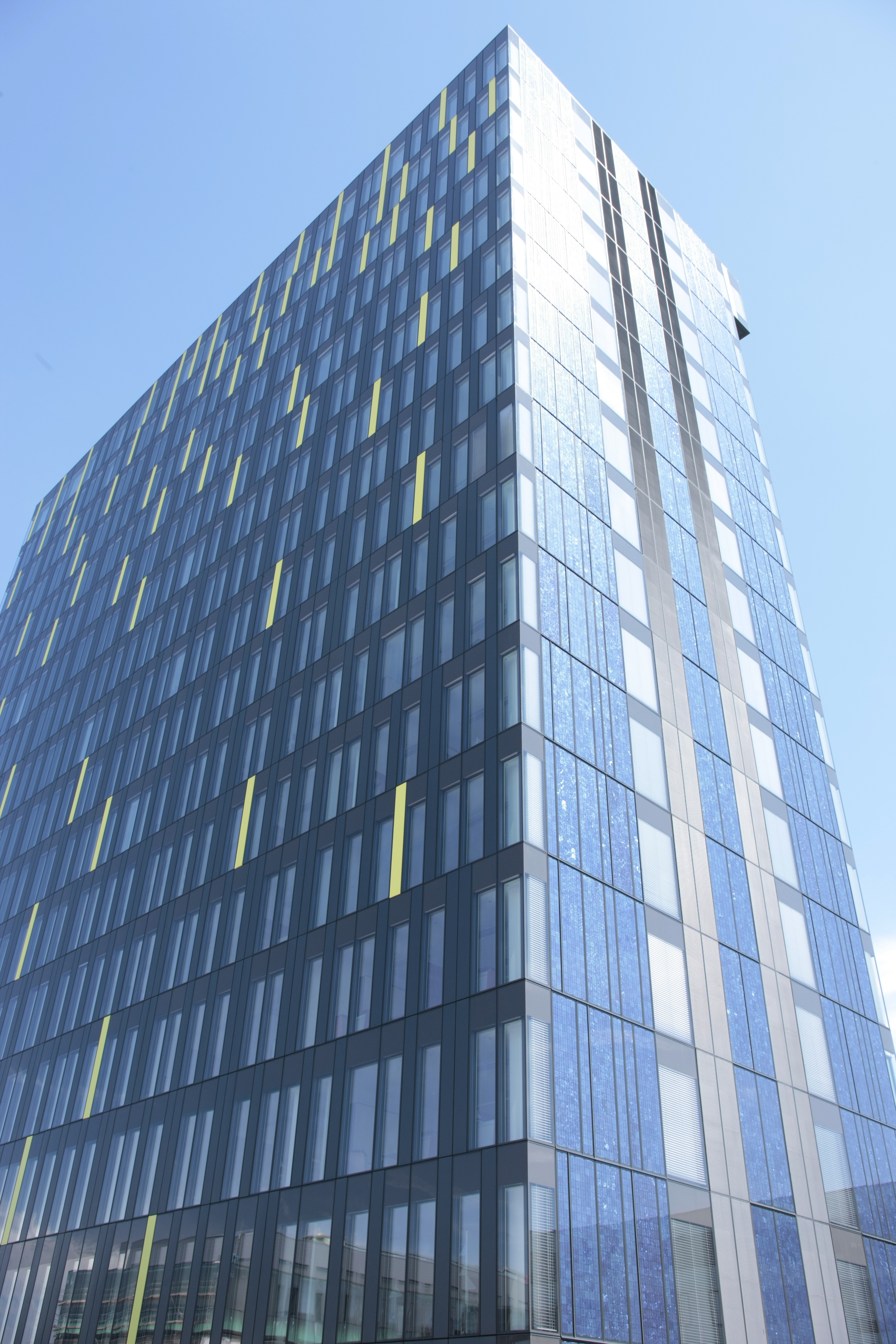
Fachada de la Power Tower, edificio eficiente en la ciudad de Linz (Austria). La cara sur del edificio está equipada con paneles solares fotovoltaicos integrados en la fachada.

La energía solar fotovoltaica integrada en edificios (en inglés conocida como Building Integrated Photovoltaics o por sus siglas BIPV) consiste en la utilización de módulos fotovoltaicos que literalmente forman parte de la estructura de un edificio en sustitución de materiales de construcción convencionales como coberturas de techos, tragaluces, claraboyas o fachadas.
Los módulos fotovoltaicos están cada vez más incorporados desde las etapas iniciales en el diseño y la construcción de nuevos edificios como su fuente principal de electricidad o para ahorro de energía, aunque los edificios existentes pueden ser ampliados con una tecnología similar.
Una ventaja de la incorporación de sistemas fotovoltaicos inicialmente integrados es que el coste final puede ser compensado por la reducción del gasto en materiales de construcción convencionales y ahorro del montaje que normalmente se utilizan para construir la parte del edificio que sustituyen los módulos BIPV. Estas ventajas permiten que la fotovoltaica BIPV sea uno de los segmentos de la industria fotovoltaica que aumenta más rápidamente. [cita requerida]
Una expresión distinta en inglés es  building-applied photovoltaics o BAPV que se refiere a los sistemas fotovoltaicos que suponen una adaptación de unidades integradas en el edificio una vez completada la construcción.
La mayoría de las instalaciones integradas en edificios son en realidad BAPV. Algunos fabricantes y constructores diferencian la nueva construcción BIPV de BAPV.

## Módulos transparentes
Por lo general, se suelen emplear módulos transparentes.
Los módulos utilizados para integración fotovoltaica pueden ser tanto de silicio amorfo como de cristalino (policristalino o monocristalino)  y admiten diversos grados de transparencia.
Asimismo, para los buques de cruceros se puede utilizar una placas solares transparente, para que dejen pasar parte de la luz solar.

## Tejas, cristales y ventanas solares
Los fabricantes están ofreciendo distintos elementos de fotovoltaica integrada en los edificios: 
- Tesla ofrece tejas solares, capaces de producir electricidad, que denomina Solar Roof.[1]
- Otros fabricantes ofrecen acristalamientos y ventanas solares, como Wysips Glass de SUNPARTNER Technologies,[2] mientras surgen nuevas empresas que están preparando su entrada en este sector de la construcción e industrial, como Solar Window.[3]

## Galería

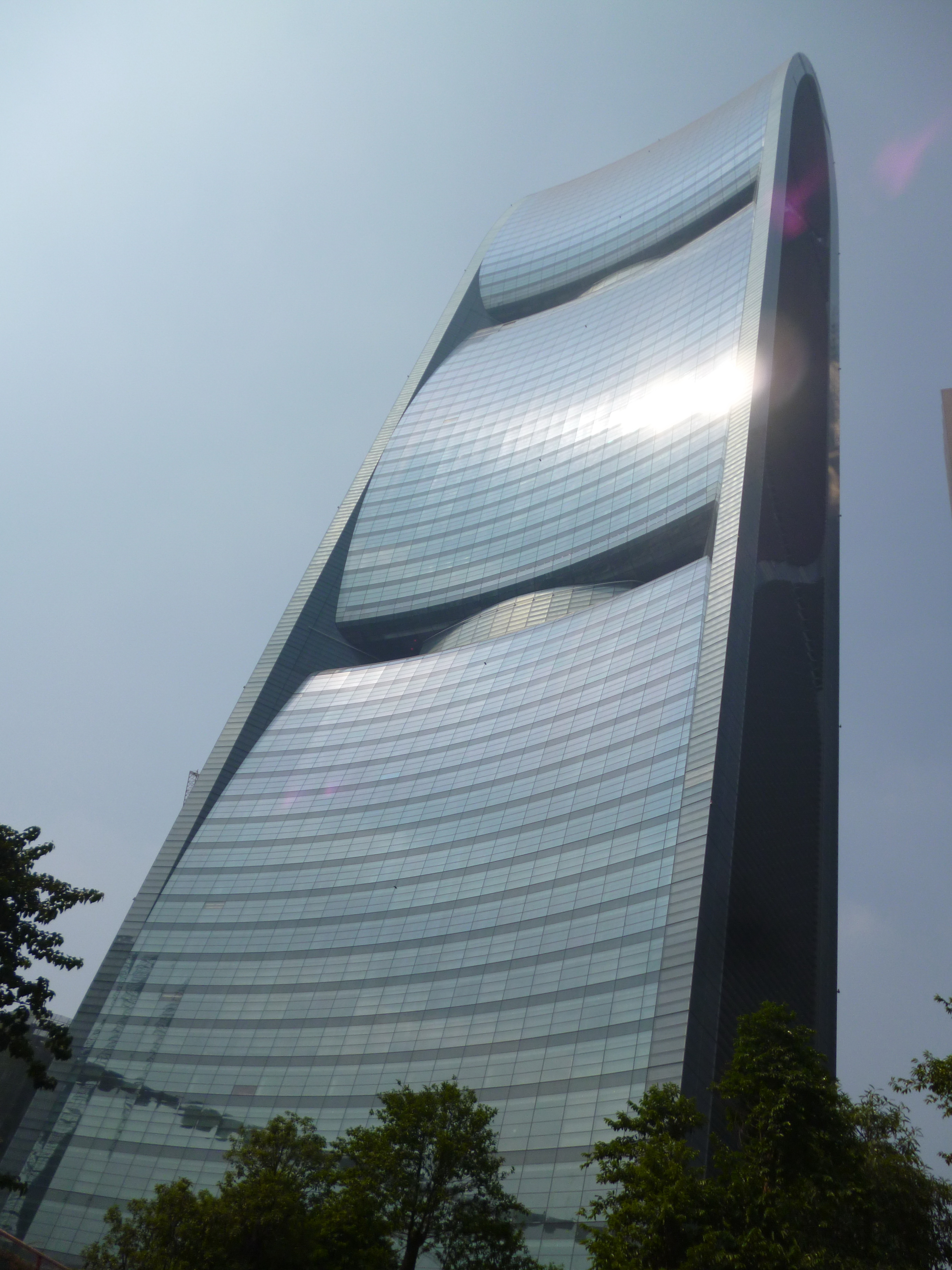
Pearl River Tower, rascacielos diseñado para tener una gran eficiencia energética (incluyendo generadores eólicos y placas solares), ubicado en Cantón, China.
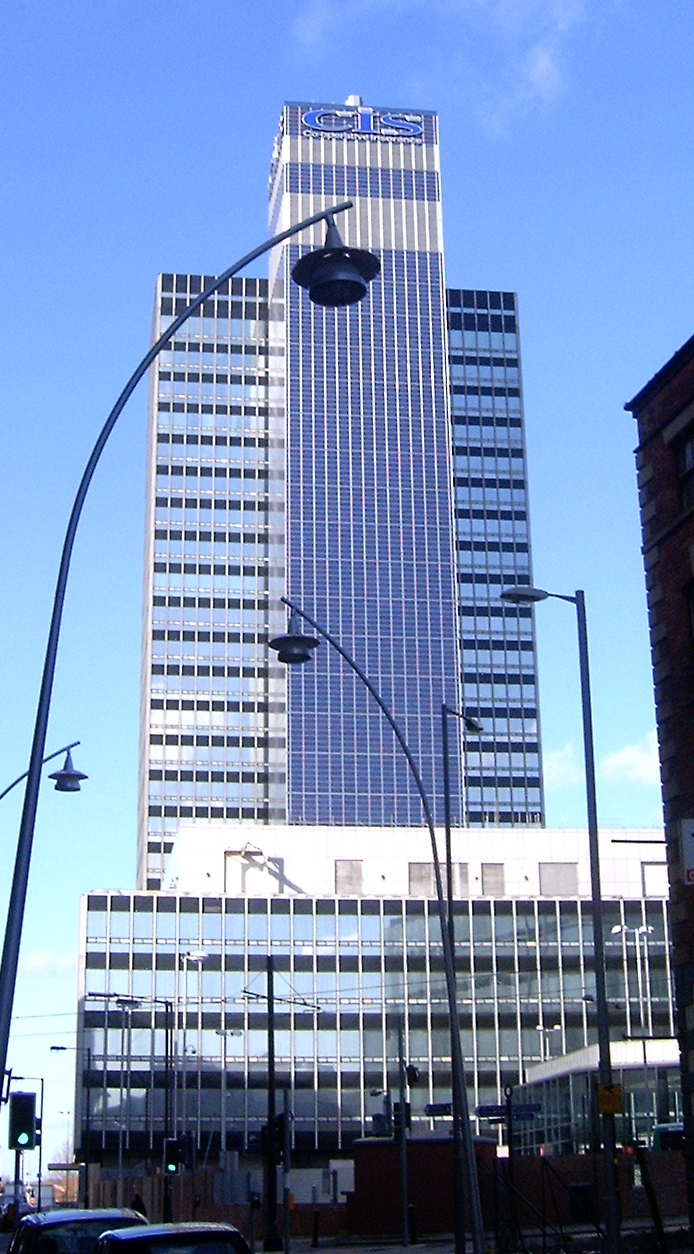
El edificio CIS Tower en Mánchester, Inglaterra fue revestido con paneles fotovoltaicos en noviembre de 2005 cuando comenzó a suministrar electricidad en la red nacional de Gran Bretaña.
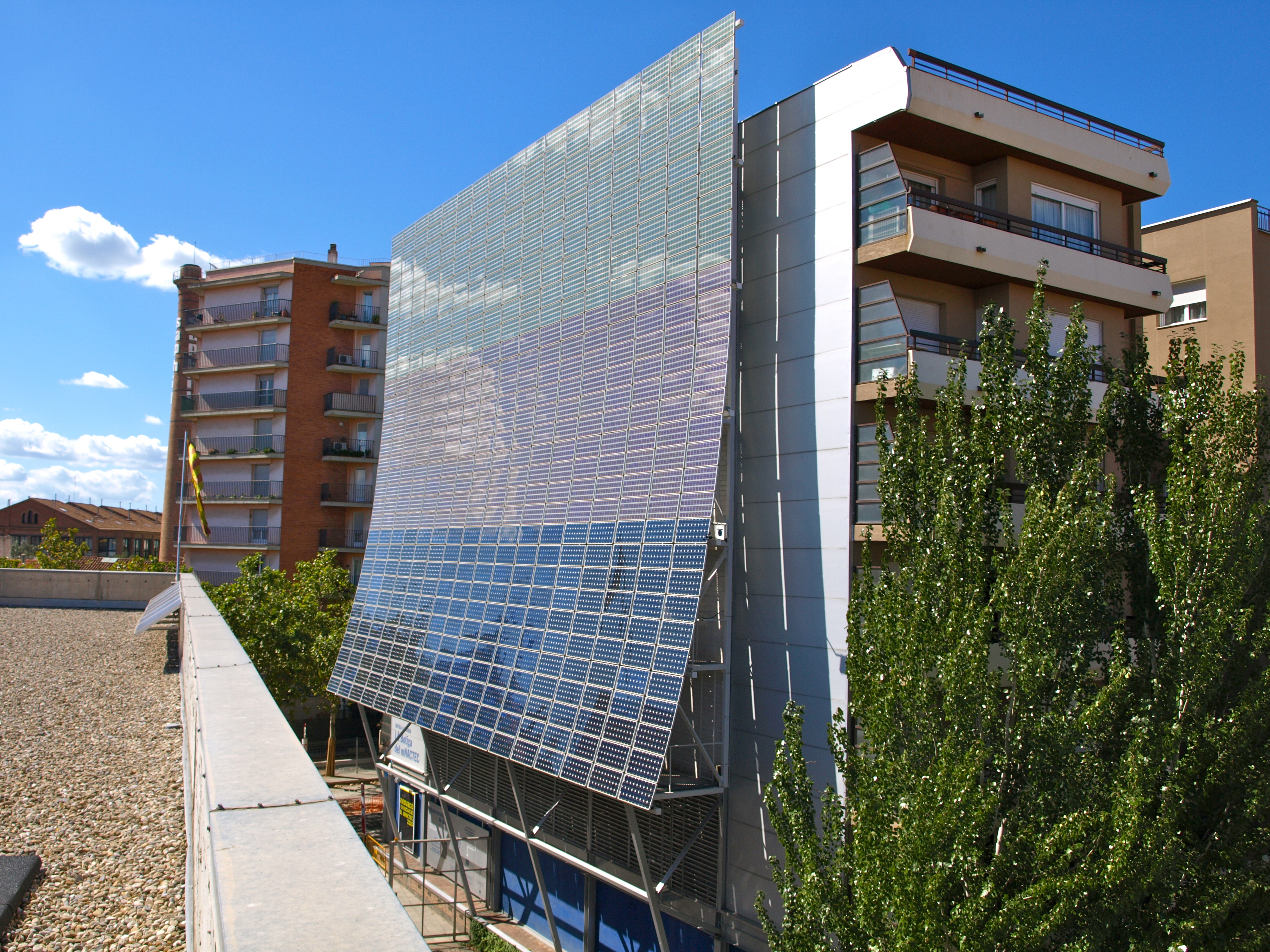
Fachada fotovoltaica en el edificio MNACTEC (Tarrasa, España).
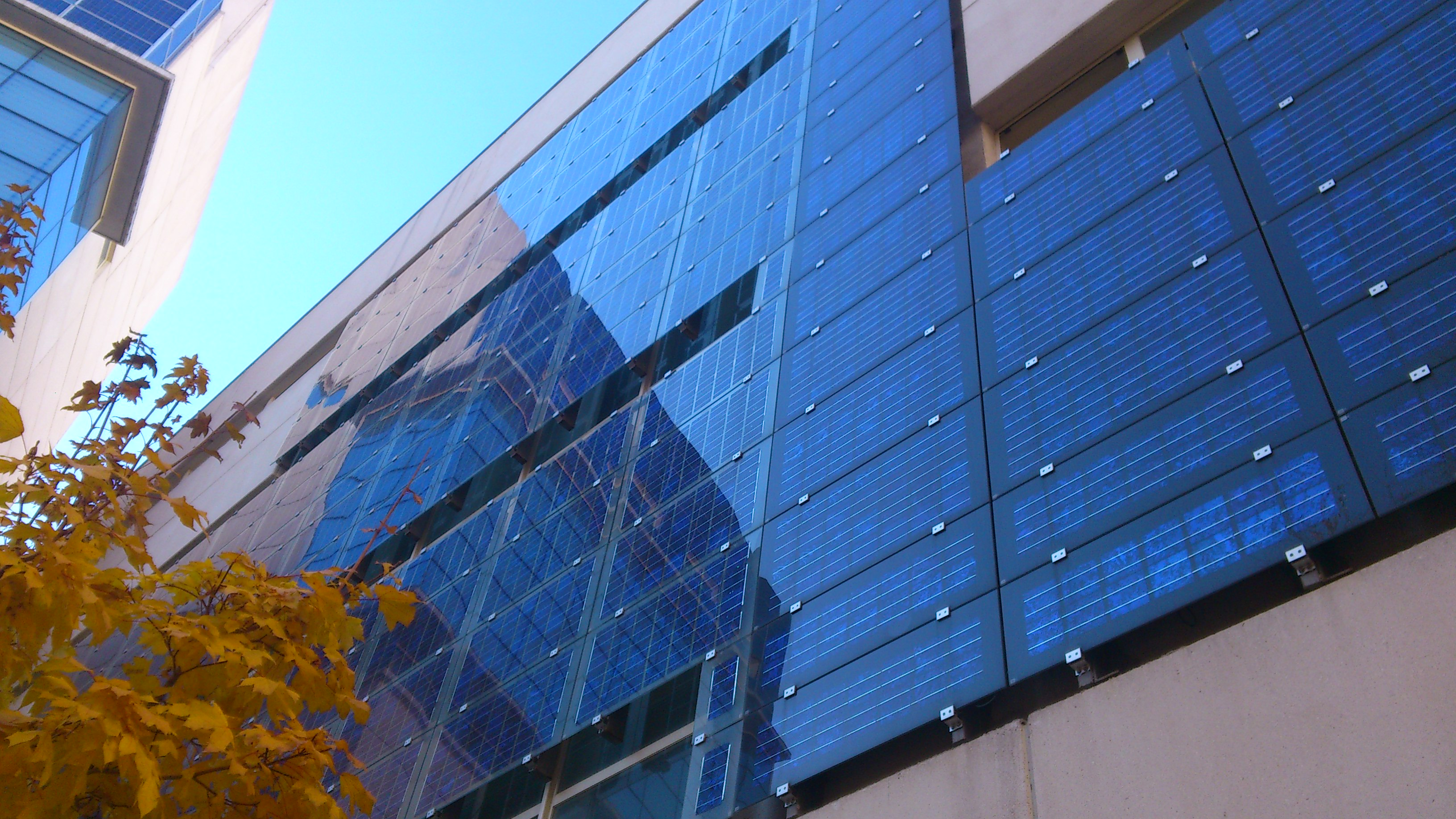
Fachada fotovoltaica situada en el Centro de Servicios Sociales José Villarreal, edificio municipal de Madrid (España).
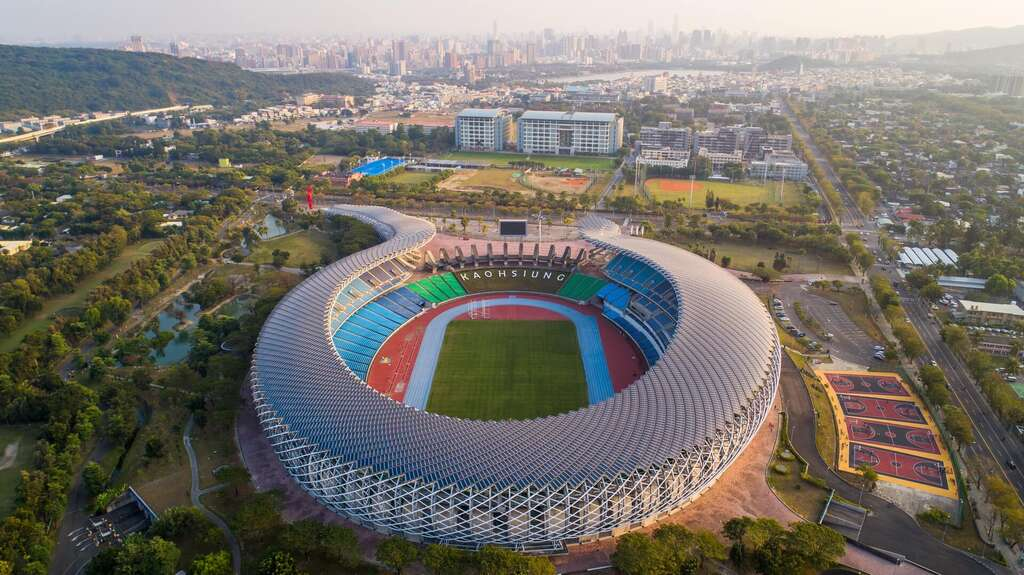
Cubierta fotovoltaica en el Estadio Nacional de Kaohsiung, sede de los Juegos Mundiales de 2009 en Kaohsiung (Taiwán).
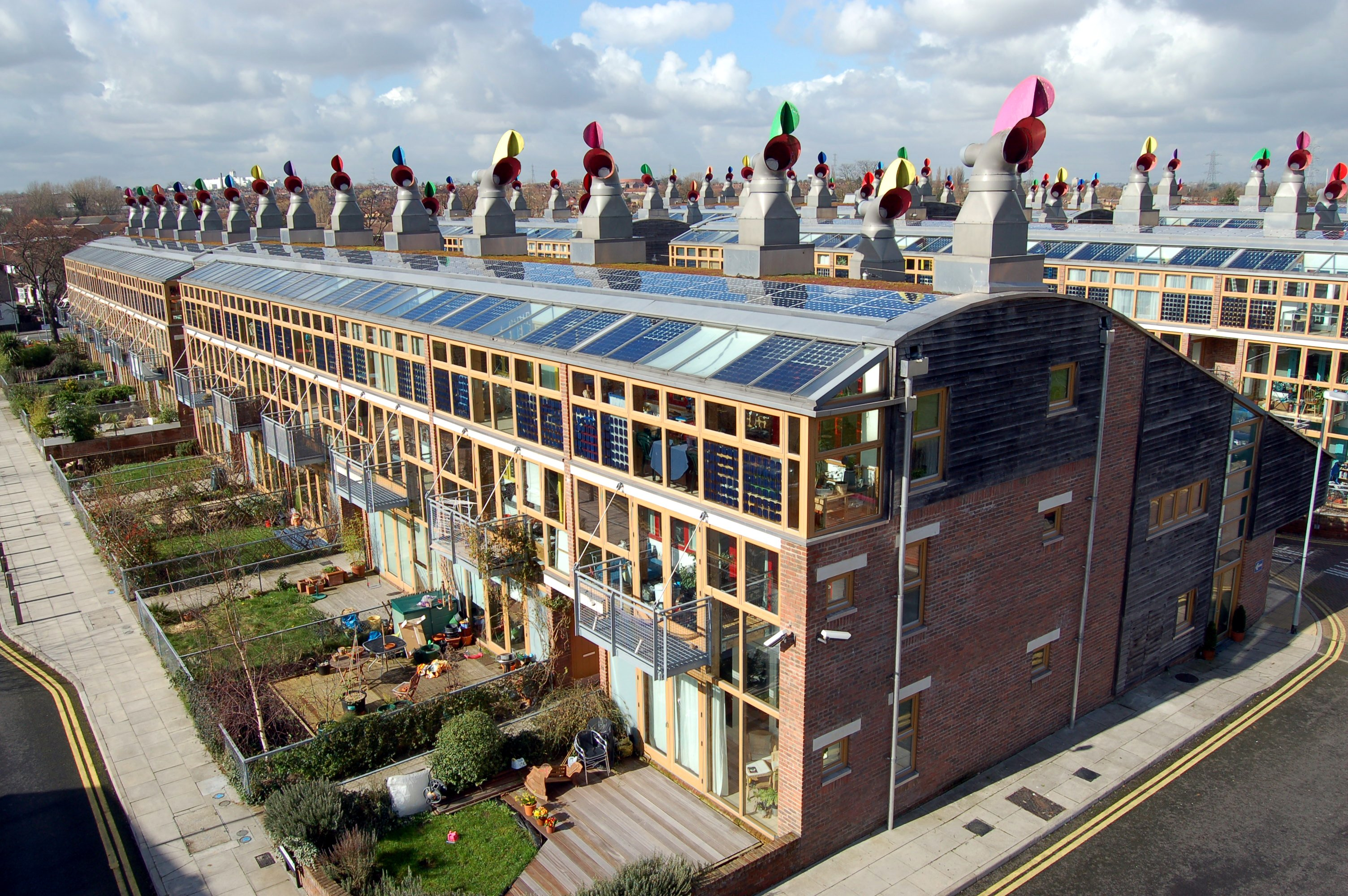
Edificios dotados de paneles solares fotovoltaicos, en el marco del proyecto Beddington Zero Energy Development (BedZED) en Sutton (Londres, Reino Unido).
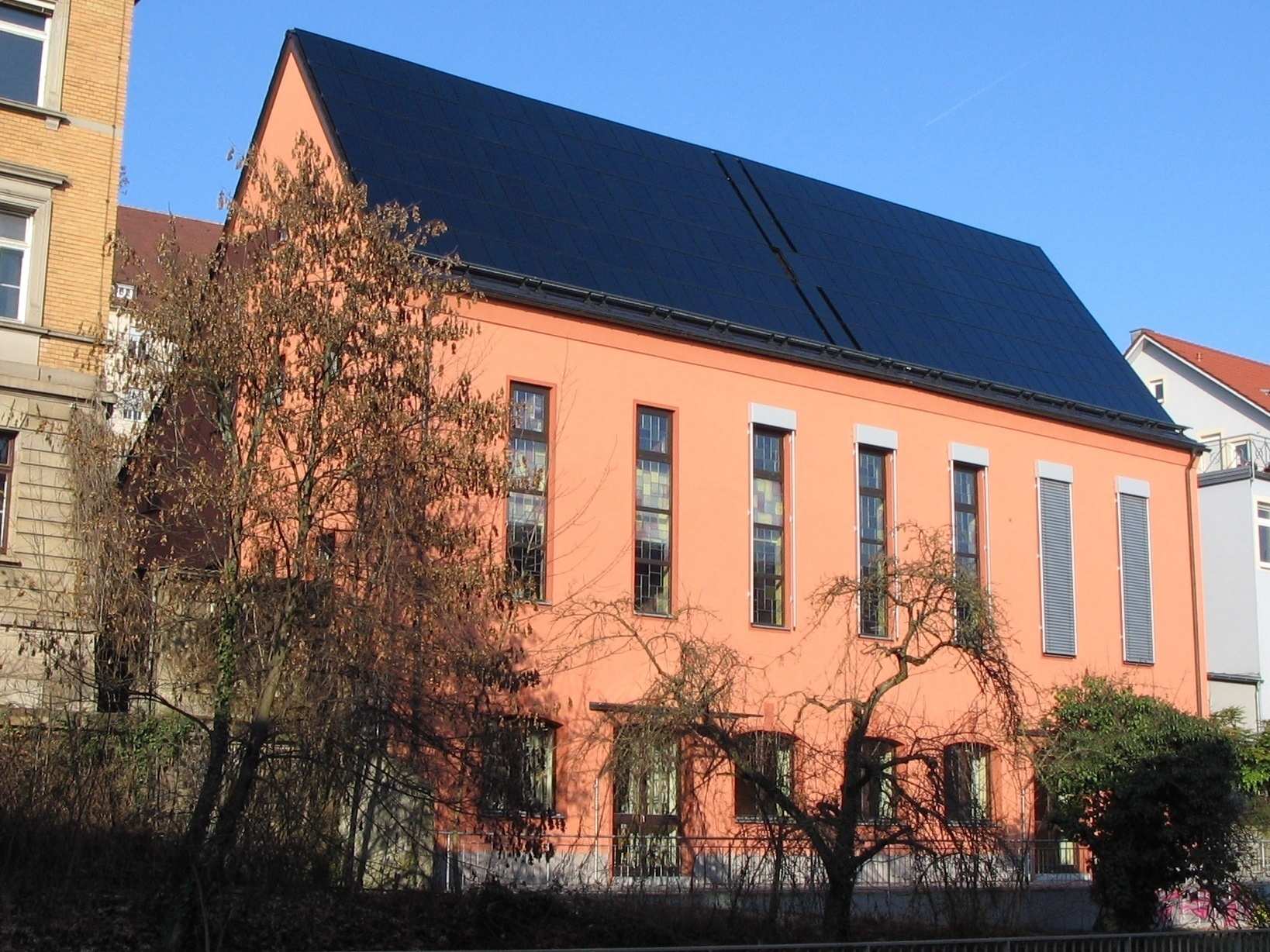
Paneles solares integrados en el tejado de una vivienda en Alemania.
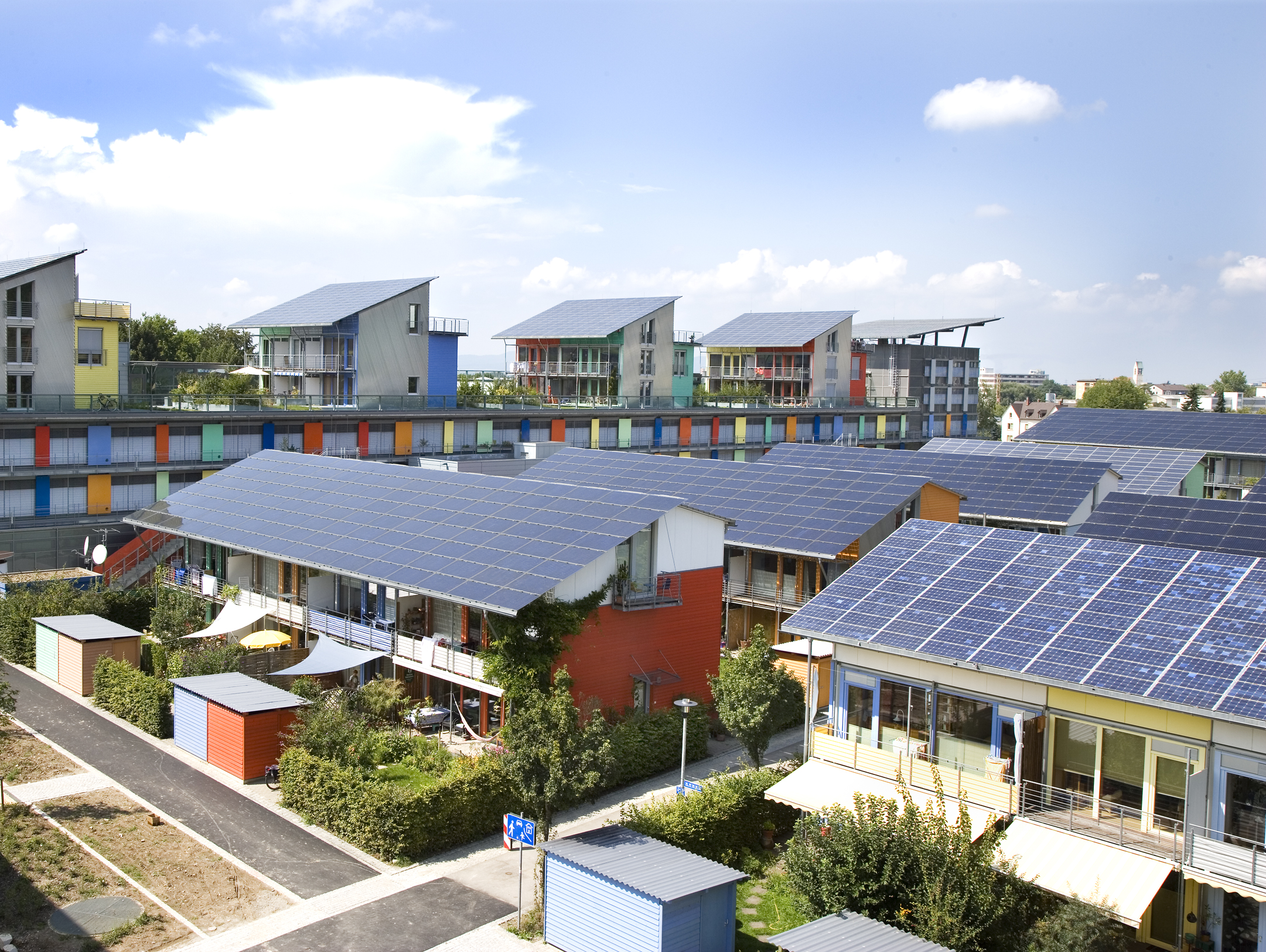
Viviendas sostenibles alimentadas mediante energía solar fotovoltaica en el barrio solar de Vauban (Friburgo, Alemania).
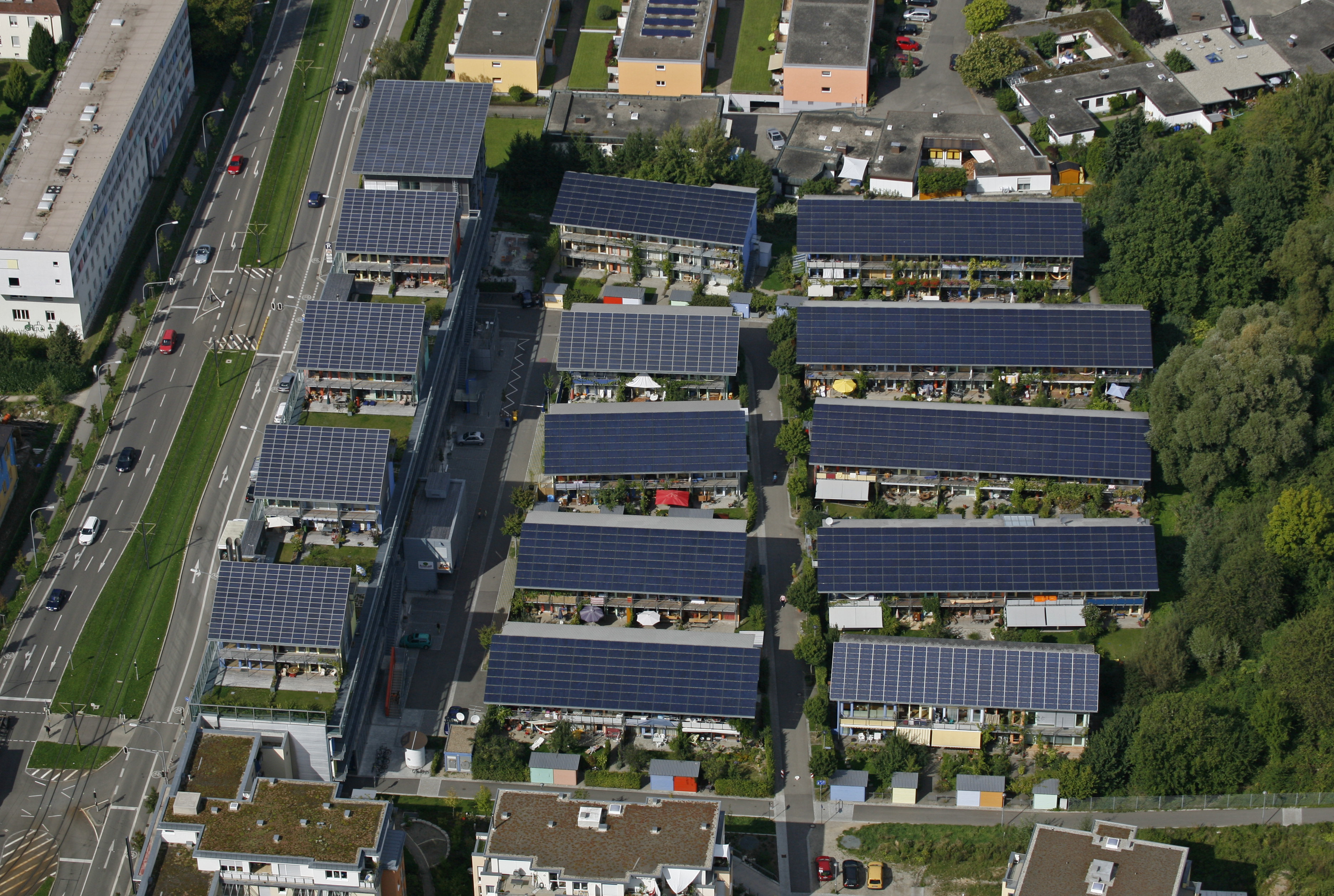
Paneles solares integrados en las cubiertas de las viviendas del barrio solar de Vauban, en Friburgo.